# Графская распря
«Графская распря», Графская война (дат. Grevens Fejde) — междоусобная война за престол Дании в 1534—1536 годах, которая переплелась с охватившим Данию в 1530-х годах народным движением и осложнилась вмешательством Любека.

## История
После смерти датского короля Фредерика I в 1533 году власть в стране захватила дворянская олигархия во главе с наследником престола шлезвиг-гольштейнским герцогом Кристианом. В то же время развернулось восстание крестьян и городов, проходившее под лозунгами Реформации. В «Графской распре» горожане и крестьяне выступали за возвращение низложенного в 1523 году в результате аристократического заговора короля Кристиана II. В числе выступивших на стороне Кристиана II были и дворяне — например, графы Иоган фон Гойя и Кристофер Ольденбургский (отсюда и название движения).
Стоявшие во главе движения горожан бургомистры Копенгагена и Мальмё вступили в союз с бургомистром Любека Ю. Вулленвевером, пришедшим к власти в Любеке в результате переворота. В июне 1534 года войска Кристофера Ольденбургского, выступавшего как наместник Кристиана II, набранные на деньги Любека и прибывшие на любекских кораблях, высадились в Дании и, поддержанные горожанами и крестьянами, заняли Зеландию и Сконе.
Тем временем датское дворянство и духовенство избрало королём герцога Кристиана, под именем Кристиана III. В январе 1535 года шведский король Густав Ваза, союзник Кристиана III и противник Любека (Швеция тогда вела борьбу с Ганзой), нанёс сторонникам Кристиана II поражение при Хельсингборге, в июне 1535 года датские королевские войска под командованием И. Рантцау одержали победу при Экснебьерге (на острове Фюн), в ходе войны также потерпел ряд поражений любекский флот.
В Любеке тем временем произошло падение режима Вулленвевера. Жители осаждённых королевскими войсками Копенгагена и Мальмё сопротивлялись до 1536 года. Подавив восстание, Кристиан III провёл в Дании в 1536 году Реформацию.
Состояние Ютландии на фоне этого конфликта отображено в романе американского писателя датского происхождения Пола Андерсона «Коридоры времени».